# جزایر فریسی شرقی
جزایر فریسی شرقی (آلمانی: Ostfriesische Inseln) شامل رشته جزیره‌هایی در دریای شمال و در سواحل فریسی شرقی در ایالت نیدرزاکسن آلمان است. این جزایر به طول حدود ۹۰ کیلومتر از غرب به شرق از پای‌رود رودخانه‌های امس و وزر امتداد یافته و در فاصله ۳٫۵ تا ۱۰ کیلومتری از ساحل قرار دارند. میان این جزایر و سرزمین اصلی، پهنه گلی گسترده‌ای قرار دارد که به زبان محلی Watten نامیده می‌شود و بخشی از دریای وادن به‌شمار می‌رود. در مقابل این جزایر آب‌های سرزمینی آلمان قرار دارد که مساحتی بسیار بزرگ‌تر از خود جزایر را در بر می‌گیرد. جزایر، پهنه‌های گلی اطراف و آب‌های سرزمینی، رابطه اکولوژیکی نزدیکی با هم دارند. این جزیره‌ها حدود ۵ درصد از پارک ملی لوور زاکسون وادن زا را تشکیل می‌دهند.